# 東南公路 (南澳州)
東南公路（英語：South Eastern Freeway）是南澳州一條高速公路，全長約76公里。連接阿德萊德、阿德萊德山區、墨累橋，亦是南澳州來往維多利亞州主要取道之一。東南公路是南澳州首條、最長、以及唯一一條稱為「Freeway」的高速公路。其中東南公路的希慎隧道，是長達500米的雙管隧道。
東南公路屬於澳州國道系統，隸屬國道M1公路；連接南澳州及維多利亞州兩個首府城市——阿德萊德及墨爾本。另外，亦屬於太子公路一部份（Princes Highway）。

## 結構
東南公路為六線雙程的高速公路，並以混凝土分隔兩邊車流。而師雲砵橋（Swanport Bridge）一段為四線雙程。東南公路亦設緊急剎車帶，供大型貨櫃車緊急停車之用。當中，己連柯士文至嘉佛士一段公路設街燈照明系統。

## 歷史

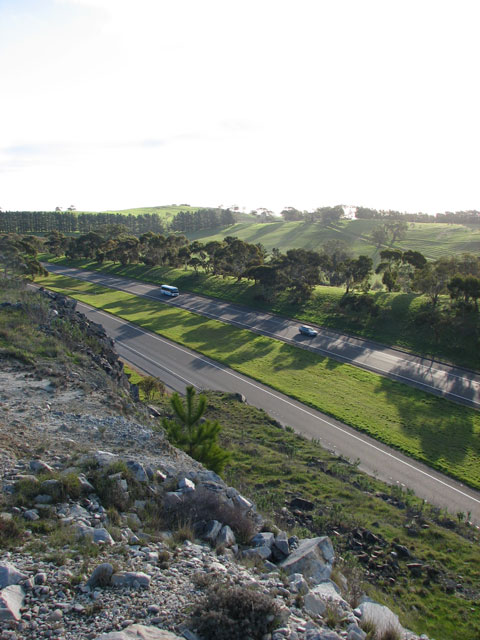
白加山眺望東南公路

在1960年代興建東南公路之前，來往阿德萊德、南澳州東南部及維多利亞州的車輛，必須取道20世紀初落成的單線雙程道路。隨着阿德萊德人口增長，繼而衍生交通擠塞和安全問題。1962年，政府硏究由嘉佛士為起點，興建一條直達阿德萊德的公路。而公路終點因白加山道改善工程造價過高而引起爭議。
東南公路在1965年開始動工。部份路段在工程進行期間已率先啓用，第一期東行及西行行車線先後在1967年和1969年通車。而最後一期工程為興建繞道繞過墨累橋，再連接新建的師雲砵橋，並於1979年通車。
隨着東南公路通車，必列者窩打線客量大幅下降，最後在1987年停止客運服務。
連接阿德萊德至嘉佛士的白加山道曲折陡峭，該路最急的髮夾彎更被稱為「摩鬼手臂」（英語：The Devils Elbow），不時發生交通意外；亦使新公路工程更為迫切。 
1965年5月16日，時任澳洲總理保羅·基廷宣佈興建阿德萊德至嘉佛士的一段新公路。其中在1998年竣工的希慎隧道以南澳洲著名藝術家及慈善家希慎（Hans Heysen）命名。而全段公路在2000年3月5日啓用，由時任總理何華德主持開幕儀式。 此為當時南澳州最大型的道路工程計劃，斥資151億澳元，由澳洲聯邦政府全資興建。

為應付蒙拿都（Monarto）的商業區擴展，以及前往蒙拿都動物園的人流，東南公路在1999年在蒙拿都增設出入口。在2014年，當局宣布在白加山交匯處以東南四公里的寶德山（Bald Hills）增設另一個出入口，以應付白加山及拿仁（Nairne）的居住人口增長。工程合約於2015年4月1日批出， 由 Bardavcol 承辦工程。工程於2015年5月動工，兩邊出入口均設加速及減速線。工程造價為2700萬澳元，當中1600萬來自澳洲聯邦政府、800萬來自南澳州政府、300萬則來自白加山區議會。新交匯處於2016年8月15日啓用。

## 道路安全

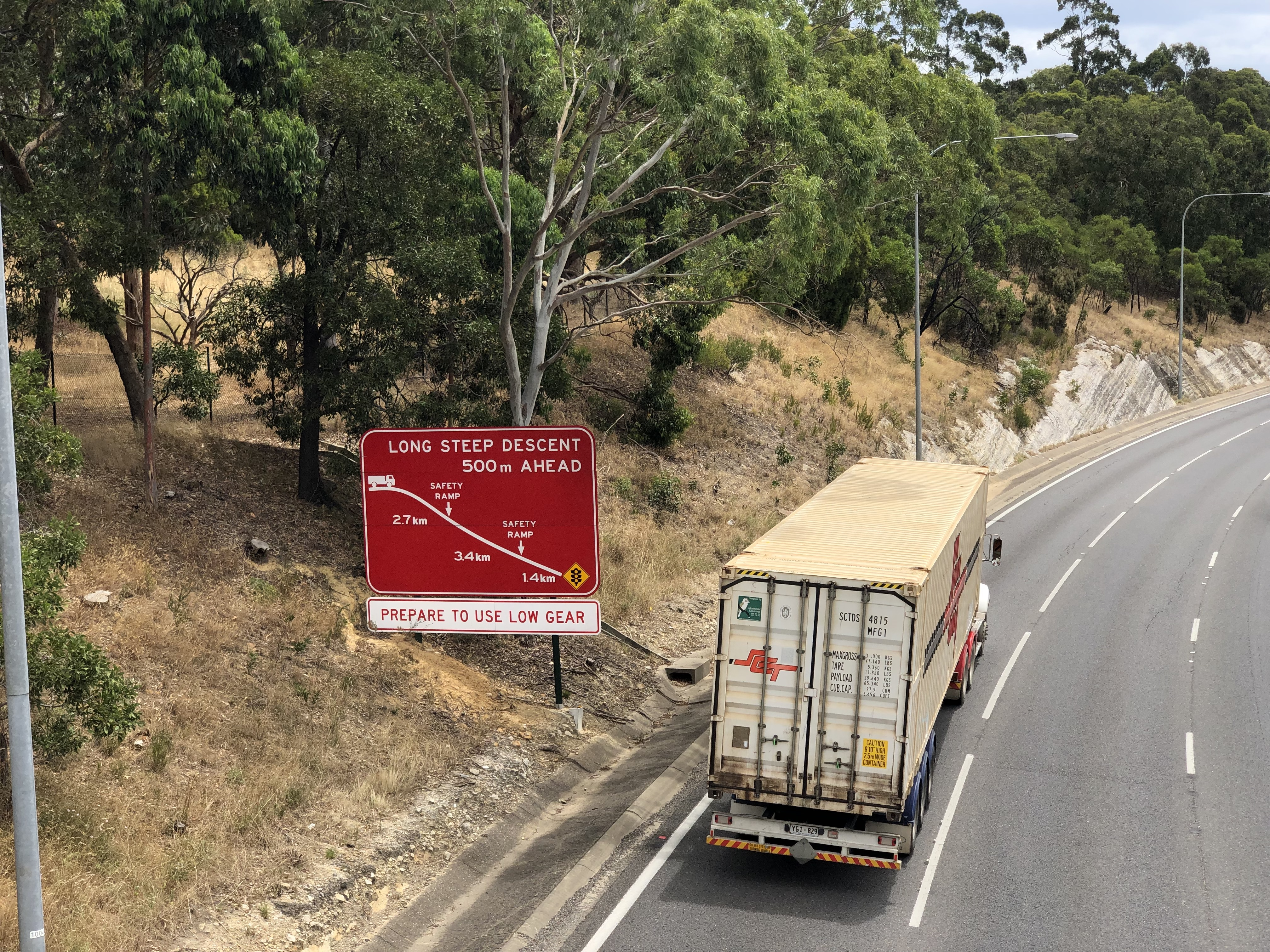
東南公路近嘉佛士一段，設置路牌提示前面長命斜及緊急剎車帶位置。

當阿德萊德至嘉佛士段通車後不久，中型拖車接連發生交通意外，並引起傳媒關注。雖然舊有白加山道的危險程度為人詬病，但新公路的「長命斜」以及設於山腳的紅綠燈亦為駕駛者帶來挑戰。部份重型車輛的制動系統較弱，導致車輛在超過一定速度時難以減速；比起制動系統失靈所引致的後果更為嚴重。當局於其後增設落斜警告牌，提醒重型車輛駕駛者減速。不時有中型拖車被發現以時速二十至三十公里慢速落斜。
2005年，政府在東南公路每二百米裝設電子限速標誌，其顯示可由位於阿德萊德的基礎建設運輸署總部直接控制，使得速度限制可因應交通情況而變更。
於2010年至2011年間，涉及貨車衝落山的意外日益增長，其中一輛貨車更失事撞向巴士站。政府於此後立法，於嘉佛士至舊收費廣場的一段東南公路，限制五軸或以上的車輛必須使用最左線行車，其車速不得超越時速六十公里。此外，當局同時增設更多測速相機，確保貨車遵照新法例。
另外，當局在兩個緊急剎車帶加入更多標誌，鼓勵司機在貨車開始失控時，使用緊急剎車帶。
在2014年8月，一輛貨車與兩輛私家車在公路山腳相撞，導致兩人死亡。事後估計制動系統故障為事故發生主因。

## 連接
東南公路位於阿德萊德的終點，連接己連柯士文道（A1幹線）、砵屈殊道（A17幹線）、交加道。己連柯士文道為通往阿德萊德市中心的主要取道；砵屈殊道則是繞過市中心、通往阿德萊德港；而交加道通往南部市郊。
東南公路為於墨累橋的終點，連接跨越墨累河的師雲砵橋。再通往太子公路，直達維多利亞州。

## 出口及交匯處
| 地方政府區域           | 位置                           | 公里    | 英里    | 目的地                                                                   | 備註                   |
| ---------------------- | ------------------------------ | ------- | ------- | ------------------------------------------------------------------------ | ---------------------- |
| 濱世市 安利市 美知咸市 | 己連柯士文 Urrbrae Myrtle Bank | 0.0     | 0.0     | 己連柯士文道：阿德萊德市中心 交加道：西部城郊 砵屈殊道：阿德萊德港、外港 | 交通燈路口             |
| 濱世市 美知咸市        | 柯士文山 禮活花園              | 2.2     | 1.4     | 柯士文山道：柯士文山                                                     |                        |
| 濱世市 美知咸市        | 禮活花園                       | 2.8–3.2 | 1.7–2.0 | 白加山道：鷹山                                                           | 只設東行出口、西行入口 |
| 濱世市                 | 禮活花園                       | 4.1     | 2.5     | 希慎隧道北端出入口                                                       | 希慎隧道北端出入口     |
| 阿德萊德山區議會       | 嘉佛士西                       | 4.6     | 2.9     | 希慎隧道南端出入口                                                       | 希慎隧道南端出入口     |
| 阿德萊德山區議會       | 嘉佛士西                       | 6.7     | 4.2     | 白加山道：鷹山                                                           | 只設東行入口、西行出口 |
| 阿德萊德山區議會       | 嘉佛士                         | 8.0     | 5.0     | 樂富泰山道：嘉佛士、樂富泰山                                             | [ 10 ]                 |
| 阿德萊德山區議會       | 士他令                         | 9.2     | 5.7     | 白加山道：士他令、柯己志                                                 |                        |
| 阿德萊德山區議會       | 必列者窩打                     | 13.8    | 8.6     | 嘉利涌道：必列者窩打                                                     |                        |
| 阿德萊德山區議會       | 必列者窩打                     | 15.0    | 9.3     | 阿德萊德窩士利線                                                         | 阿德萊德窩士利線       |
| 阿德萊德山區議會       | 威登                           | 16.8    | 10.4    | 安加白令加谷道 白加山道：德國村、威登                                    | 只設西行出口、東行入口 |
| 白加山區議會           | 白加山 小磡頓 多尼士           | 25.0    | 16.0    | 阿德萊德道：白加山、小磡頓、士他埠濱                                     |                        |
| 白加山區議會           | 白加山 小磡頓                  | 26.0    | 16.0    | 維多港線                                                                 | 維多港線               |
| 白加山區議會           | 白加山 百機士敦 拿仁           | 29.0    | 18.0    | 寶德山道：白加山、拿仁                                                   |                        |
| 美利橋鄉市             | 嘉靈頓                         | 45.7    | 28.4    | 嘉靈頓道：嘉靈頓                                                         |                        |
| 美利橋鄉市             | 蒙拿都南                       | 54.2    | 33.7    | 花利勿當奴道：蒙拿都動物園                                               |                        |
| 美利橋鄉市             | 白山                           | 63.5    | 35.9    | 舊太子公路：美利橋、白山                                                 | 只設西行出口、東行入口 |
| 美利橋鄉市             | 美利橋                         | 74.0    | 46.0    | 師雲砵道：美利橋、師雲砵、威靈頓                                         |                        |
| 美利橋鄉市             | 美利橋                         | 74.0    | 46.0    | 太子公路                                                                 | 連接師雲砵橋           |
|                        |                                |         |         |                                                                          |                        |
| 半套匝道               |                                |         |         |                                                                          |                        |

## 圖集
- 希慎隧道入口
- 東南公路東行
- 陰天的東南公路
- 嘉佛士段
- 鷹山與白加山道